# Вальгиргин, Михаил Васильевич
Михаил Васильевич Вальгиргин (чук. Ваалгыргын; 1939—1978) — чукотский поэт.

## Биография
Родился в селе Уэлькаль. Учился в Анадырской торговой школе. В 19 лет, лишившись ног и 4-х пальцев на руке, стал инвалидом. После этого Вальгиргин стал собирать и публиковать в местной прессе чукотский фольклор, а затем сам стал писать стихи. В 1959 году в Магадане вышел первый его сборник «Поём о Чукотке», а в 1968 — «Етти, к’эргывагыргын» (Здравствуй, светлая жизнь). В 1970—1978 годах вышло ещё несколько книг Вальгиргина: «Вельботы уходят в море» (1970), «Весёлое лежбище» (1973), «Хорошо родиться на этой земле» и другие.